# Jezava
Jezava (serb. Језава) – rzeka w Serbii, prawy (południowy) dopływ Dunaju (zlewisko Morza Czarnego).
Jezava jest zachodnim, historycznym ramieniem rzeki Morawy. Ma długość 47 kilometrów.
Płynie równiną aluwialną od okolic wsi Veliko Orašje, Trnovče i Miloševac w kierunku północnym.
Rzeka miała unikatowy charakter z dwóch powodów. Po pierwsze, w zależności od pory roku i stanu wód na Dunaju i Wielkiej Morawie, zmieniała kierunek biegu. Po drugie, mimo niewielkiej długości, znajdowało się na niej aż 35 mostów.
Ujście do Dunaju znajdowało się w przeszłości w miejscowości Smederevo, przy historycznej twierdzy. Po przebudowie w 1967 roku w dawnym ujściu rzeki ulokowano przystań rzeczną.

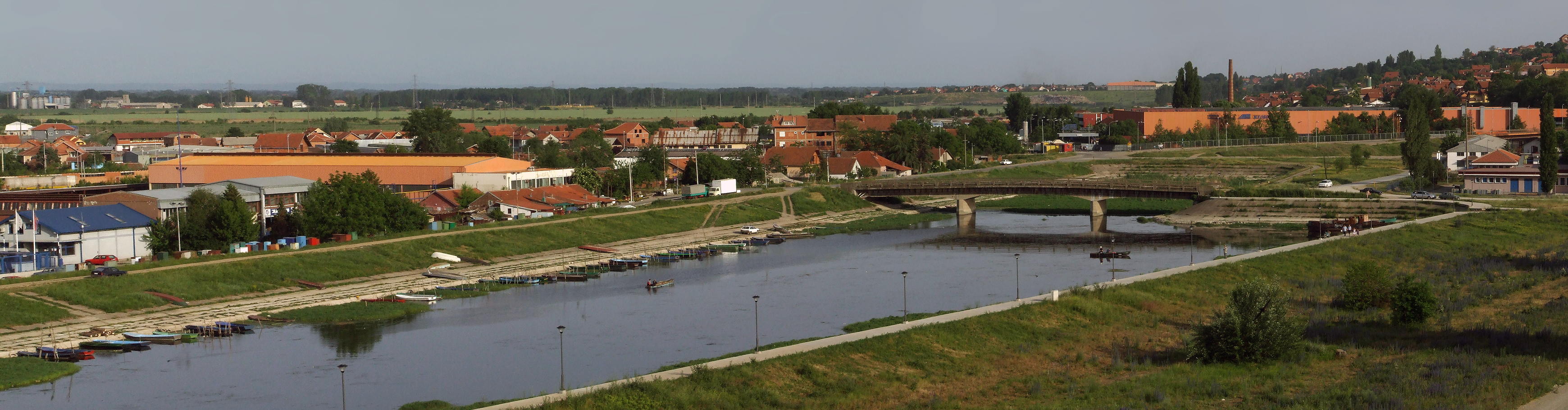
Jezava przy twierdzy w miejscowości Smederevo